# Manuel Arámbula
El Capitán Manuel Arámbula fue un militar mexicano que participó en la Revolución mexicana. Nació en Parral, Chihuahua. Fue del grupo de opositores y rebeldes de la Hacienda del Rubio del estado de Chihuahua. Combatió en las fuerzas villistas del Mayor Josué Sáenz; en noviembre de 1913 participó en la Toma de Ciudad Juárez logrando la victoria; después se incorporó a la escolta de los “Dorados del General Francisco Villa”. Murió en diciembre de 1916 durante el Combate de Torreón por las fuerzas Villistas contra las fuerzas carrancistas de los Generales Fortunato Maycotte y Rodrigo M. Talamante. 